# Drypetes klaineana
Drypetes klaineana là một loài thực vật có hoa trong họ Putranjivaceae. Loài này được (Pierre) Breteler mô tả khoa học đầu tiên năm 2005.